# Dedaj
Dedaj en albanais et Dedaj en serbe latin (en serbe cyrillique : Дедај) est une localité du Kosovo située dans la commune/municipalité de Prizren et dans le district de Prizren/Prizren. Selon le recensement kosovar de 2011, elle compte 619 habitants.

## Démographie

### Évolution historique de la population dans la localité
| 1948 | 1953 | 1961 | 1971 | 1981 | 1991 | 2011 |
| ---- | ---- | ---- | ---- | ---- | ---- | ---- |
| 162  | 175  | 235  | 340  | 379  | 375  | 619  |

|  |

### Répartition de la population par nationalités (2011)
En 2011, les Albanais représentaient 99,35 % de la population.

## Personnalités Célèbres
Marianne Dedaj, Une chanteuse Française célèbre porte le nom de cette ville.